# عائشة خاتون
عائشة خاتون هي ابنة السلطان العثماني بايزيد الثاني. وُلدت في 1465 في أماصيا، وتوفيت في 1515 في إسطنبول.